# مجلس شورى النواب

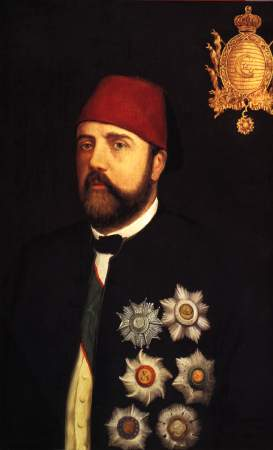
الخديو إسماعيل

مجلس شورى النواب هو ـ في رأي بعض المؤرخين ـ أول مجلس نيابي بالمعنى الحديث عرفته مصر. صدر مرسوم بتشكيله من الخديو إسماعيل في 22 أكتوبر 1866، وكان عدد أعضائه 75 عضوًا، يُنتخبون بالتصويت لثلاث سنوات، بهدف المفاوضة في شؤون القُطر الداخلية وفي المشروعات التي يرى الخديوي عرضها عليه، وكانت الكلمة الأخيرة في تلك الشؤون للخديوي. عُقدت أولى جلساته يوم الأحد 25 نوفمبر 1866.

## اللائحة الأساسية

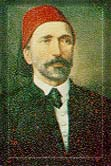
إسماعيل راغب باشا، رأس مجلس شورى النواب في جلسته الأولى

صدرت اللائحة الأساسية لمجلس شورى النواب في 22 أكتوبر 1866، ونص نظامه على أن يتألف من عدد لا يزيد عن 75 عضوًا ينتخبون لمدة ثلاث سنوات، يقوم بانتخابهم الأعيان في القاهرة والإسكندرية ودمياط، ويكون للقاهرة 3 أعضاء، وللإسكندرية عضوان، ولدمياط عضو واحد، ويقوم عمد البلاد ومشايخها بانتخاب ممثلي المديريات، بحيث ينتخب عضو أو اثنان عن كل قسم من أقسام المديريات حسب تعداد سكانه.
وكان نظام المجلس أن تكون دورة الاجتماع لمدة شهرين، من منتصف ديسمبر إلى منتصف فبراير، وقد اجتمع المجلس في دورته الأولى بالقلعة برئاسة إسماعيل راغب باشا، يوم الأحد 25 نوفمبر 1866.

## حفل افتتاح المجلس
حضر الخديو إسماعيل حفل افتتاح المجلس، يرافقه شريف باشا ونظار (وزراء) آخرون، وتُليت خطبة العرش، أو مقالة الافتتاح كما كانوا يسمونها.
جاء في تلك الخطبة:
| مجلس شورى النواب | كثيرًا ما كان يخطر ببالي إيجاد مجلس شورى النواب؛ لأن من القضايا المسلّمة التي لا يُنكر نفعها ومزاياها أن يكون الأمر شورى بين الراعي والرعية كما هو مرعي في أكثر الجهات. ويكفينا كون الشارع حث بقوله تعالى «وشَاوِرهُم في الأمرِ»، وبقوله تعالى «وأمرُهُم شورى بينَهُم»، فلذلك استنسبتُ افتتاح هذا المجلس... | مجلس شورى النواب |

## دورات المجلس
اجتمع مجلس شورى النواب في دورته الأولى يوم الأحد 25 نوفمبر 1866، وانتهى دور انعقاده الأول بجلسة الأربعاء 24 يناير 1867، ثم بدأت الدورة الثانية للمجلس في 16 مارس 1868، متأخرة عن الموعد المقرر لها (شهر ديسمبر) لمرض الخديوي، وانتهت الدورة في 23 مايو 1868، وكانت برئاسة عبد الله باشا عزت، الذي رأس أيضًا الدورة الثالثة لانعقاد المجلس في الفترة من 28 يناير إلى 22 مارس 1869.

## المجلس في عهد الخديو توفيق
أُهمل أمر المجلس بعد فترة وجيزة من إنشائه، ثم عاد إلى الوجود ثانية سنة 1880 في عهد الخديو توفيق، بسعي وزيره الأول شريف باشا، الذي أراد أن يُشرك الأمة بالبحث في المسائل المتعلقة بالضرائب والسخرة وتأسيس مجالس المديريات.
وقد استمر هذا النظام إلى أن أُصدر (بضغط الحزب العسكري بقيادة عرابي) قانون نظامي بتاريخ 7 فبراير 1882 يقضي بوجود مجلس نواب حقيقي ذي سلطة فعلية، فأصبح الوزراء مسؤولون بالتضامن أمام المجلس وصار بيد المجلس تقرير الميزانية ومراقبة الموظفين والفصل في المسائل التشريعية والمالية. غير أن هذا النظام لم يعش طويلًا؛ إذ سقط بسقوط عرابي.

## عهد الاحتلال الإنجليزي
بعد الاحتلال الإنجليزي لمصر، رفع اللورد دوفرين تقريرًا كان من جملة ما أشار به فيه تشكيل مجالس للمديريات ومجلس شورى القوانين والجمعية العمومية ومجلس شورى الحكومة. وقد صدر بذلك قانون في أول مايو 1882.

## النقد الموجه إليه
لم يكن مجلس شورى النواب يملك حق التشريع، ولم يناقش الميزانية، كما أنه لم يكن يملك حق مراقبة السلطة التنفيذية. ولم يملك المجلس إلا مناقشة الاقتراحات المقدمة من الخديوي، ولم تتجاوز دورته الأولى سوى مناقشة أربع مسائل رئيسة هي الضرائب والملكية والأشغال العامة والتعليم.